# Nélio Mendonça
Jorge Nélio Praxedes Ferraz Mendonça (Funchal, Madeira, 22 de julho de 1930 - Funchal, Madeira, 13 de julho de 2009) foi um médico e político português.

## Biografia
Era filho de João Jorge Mendonça e de Graziela Paixão Ferraz Mendonça. Licenciou-se em Medicina e Cirurgia na Faculdade de Medicina da Universidade de Lisboa em 1954.
Foi secretário regional dos Assuntos Sociais e Saúde do I Governo da Região Autónoma da Madeira, do final de 1976 ao final de 1980. Durante o seu mandato, concretizou-se uma profunda reforma nos serviços de saúde e de segurança social da Madeira, o que levou à criação do Serviço Regional de Saúde. Eleito deputado à Assembleia Legislativa da Região Autónoma da Madeira nas primeiras eleições legislativas regionais, em 1976, suspendeu o mandato para desempenhar as referidas funções governativas. Voltou a ser eleito deputado regional nas segundas eleições regionais, em 1980, mas suspendeu de novo o mandato para ocupar o lugar de deputado à Assembleia da República, para o qual tinha também sido eleito no mesmo ano.
Foi presidente da Assembleia Legislativa da Região Autónoma da Madeira de 1984 a 1994 e do Clube Desportivo Nacional de 1973 a 1993.
É o patrono do Hospital Dr. Nélio Mendonça, o principal da Madeira, anteriormente designado Hospital Cruz de Carvalho.